# Bernhard Metzler
Bernhard Metzler (ur. 13 czerwca 1979) – austriacki skoczek narciarski. Najlepsze wyniki w Pucharze Świata osiągnął w sezonie 1999/2000, kiedy zajął 43. miejsce w klasyfikacji generalnej. Startował głównie w Pucharze Kontynentalnym. Po raz ostatni w międzynarodowych zawodach wystartował w sezonie 2003/2004.

## Puchar Świata

### Miejsca w klasyfikacji generalnej
| Sezon     | Miejsce |
| --------- | ------- |
| 1999/2000 | 43.     |
| 2000/2001 | 73.     |

### Miejsca w poszczególnych konkursach indywidualnychPucharu Świata
| Źródło | Źródło      | Źródło           | Źródło           | Źródło                 | Źródło           | Źródło        | Źródło     | Źródło                 | Źródło                 | Źródło                 | Źródło        | Źródło        | Źródło    | Źródło    | Źródło     | Źródło     | Źródło    | Źródło          | Źródło          | Źródło        | Źródło    | Źródło | Źródło    | Źródło | Źródło  | Źródło  | Źródło  | Źródło  | Źródło | Źródło | Źródło | Źródło | Źródło | Źródło | Źródło | Źródło | Źródło | Źródło | Źródło | Źródło | Źródło | Źródło | Źródło | Źródło | Źródło | Źródło | Źródło | Źródło | Źródło |
| --- | ----------- | ---------------- | ---------------- | ---------------------- | ---------------- | ------------- | ---------- | ---------------------- | ---------------------- | ---------------------- | ------------- | ------------- | --------- | --------- | ---------- | ---------- | --------- | --------------- | --------------- | ------------- | --------- | ------ | --------- | ------ | ------- | ------- | ------- | ------- | ------ | ------ | ------ | ------ | ------ | ------ | ------ | ------ | ------ | ------ | ------ | ------ | ------ | ------ | ------ | ------ | ------ | ------ | ------ | ------ | ------ |
| Sezon 1998/1999 |             |                  |                  |                        |                  |               |            |                        |                        |                        |               |               |           |           |            |            |           |                 |                 |               |           |        |           |        |         |         |         |         |        |        |        |        |        |        |        |        |        |        |        |        |        |        |        |        |        |        |        |        |        |
| Lillehammer | Lillehammer | Chamonix         | Chamonix         | Predazzo               | Oberhof          | Harrachov     | Harrachov  | Oberstdorf             | Garmisch-Partenkirchen | Innsbruck              | Bischofshofen | Engelberg     | Engelberg | Zakopane  | Zakopane   | Sapporo    | Sapporo   | Willingen       | Willingen       | Harrachov     | Kuopio    | Lahti  | Trondheim | Falun  | Oslo    | Planica | Planica | Planica | punkty |        |        |        |        |        |        |        |        |        |        |        |        |        |        |        |        |        |        |        |        |
| - | -           | -                | -                | -                      | -                | -             | -          | -                      | -                      | -                      | -             | -             | -         | -         | -          | -          | -         | -               | -               | 43            | -         | -      | -         | -      | -       | -       | -       | -       | 0      |        |        |        |        |        |        |        |        |        |        |        |        |        |        |        |        |        |        |        |        |
| Sezon 1999/2000 |             |                  |                  |                        |                  |               |            |                        |                        |                        |               |               |           |           |            |            |           |                 |                 |               |           |        |           |        |         |         |         |         |        |        |        |        |        |        |        |        |        |        |        |        |        |        |        |        |        |        |        |        |        |
| Kuopio | Kuopio      | Predazzo         | Predazzo         | Villach                | Zakopane         | Zakopane      | Oberstdorf | Garmisch-Partenkirchen | Innsbruck              | Bischofshofen          | Engelberg     | Engelberg     | Sapporo   | Sapporo   | Hakuba     | Willingen  | Willingen | Bad Mitterndorf | Iron Mountain   | Iron Mountain | Lahti     | Lahti  | Trondheim | Oslo   | Planica | punkty  | punkty  | punkty  | punkty | punkty | punkty | punkty | punkty | punkty | punkty | punkty | punkty | punkty | punkty | punkty | punkty | punkty | punkty | punkty |        |        |        |        |        |
| - | -           | 28               | 25               | q                      | 22               | 42            | q          | q                      | 45                     | 49                     | -             | -             | 26        | 50        | 34         | 43         | 45        | 33              | 17              | 15            | q         | q      | 44        | 46     | -       | 53      | 53      | 53      | 53     | 53     | 53     | 53     | 53     | 53     | 53     | 53     | 53     | 53     | 53     | 53     | 53     | 53     | 53     | 53     |        |        |        |        |        |
| Sezon 2000/2001 |             |                  |                  |                        |                  |               |            |                        |                        |                        |               |               |           |           |            |            |           |                 |                 |               |           |        |           |        |         |         |         |         |        |        |        |        |        |        |        |        |        |        |        |        |        |        |        |        |        |        |        |        |        |
| Kuopio | Kuopio      | Kuopio           | Oberstdorf       | Garmisch-Partenkirchen | Innsbruck        | Bischofshofen | Harrachov  | Harrachov              | Park City              | Hakuba                 | Sapporo       | Sapporo       | Willingen | Willingen | Oberstdorf | Oberstdorf | Falun     | Trondheim       | Oslo            | Planica       | punkty    | punkty | punkty    | punkty | punkty  | punkty  | punkty  | punkty  | punkty | punkty | punkty | punkty | punkty | punkty | punkty | punkty | punkty | punkty | punkty |        |        |        |        |        |        |        |        |        |        |
| q | q           | 71               | -                | -                      | 26               | q             | 38         | 39                     | -                      | -                      | -             | -             | q         | q         | 36         | 32         | -         | -               | -               | -             | 5         | 5      | 5         | 5      | 5       | 5       | 5       | 5       | 5      | 5      | 5      | 5      | 5      | 5      | 5      | 5      | 5      | 5      | 5      |        |        |        |        |        |        |        |        |        |        |
| Sezon 2001/2002 |             |                  |                  |                        |                  |               |            |                        |                        |                        |               |               |           |           |            |            |           |                 |                 |               |           |        |           |        |         |         |         |         |        |        |        |        |        |        |        |        |        |        |        |        |        |        |        |        |        |        |        |        |        |
| Kuopio | Kuopio      | Titisee-Neustadt | Titisee-Neustadt | Villach                | Engelberg        | Engelberg     | Predazzo   | Predazzo               | Oberstdorf             | Garmisch-Partenkirchen | Innsbruck     | Bischofshofen | Willingen | Zakopane  | Zakopane   | Hakuba     | Sapporo   | Lahti           | Falun           | Trondheim     | Oslo      | punkty | punkty    | punkty | punkty  | punkty  | punkty  | punkty  | punkty | punkty | punkty | punkty | punkty | punkty | punkty | punkty | punkty | punkty | punkty | punkty |        |        |        |        |        |        |        |        |        |
| - | -           | -                | -                | 44                     | 49               | q             | -          | -                      | -                      | -                      | q             | q             | -         | -         | -          | -          | -         | -               | -               | -             | -         | 0      | 0         | 0      | 0       | 0       | 0       | 0       | 0      | 0      | 0      | 0      | 0      | 0      | 0      | 0      | 0      | 0      | 0      | 0      |        |        |        |        |        |        |        |        |        |
| Sezon 2002/2003 |             |                  |                  |                        |                  |               |            |                        |                        |                        |               |               |           |           |            |            |           |                 |                 |               |           |        |           |        |         |         |         |         |        |        |        |        |        |        |        |        |        |        |        |        |        |        |        |        |        |        |        |        |        |
| Ruka | Ruka        | Trondheim        | Trondheim        | Titisee-Neustadt       | Titisee-Neustadt | Engelberg     | Engelberg  | Oberstdorf             | Garmisch-Partenkirchen | Innsbruck              | Bischofshofen | Liberec       | Zakopane  | Zakopane  | Hakuba     | Sapporo    | Sapporo   | Bad Mitterndorf | Bad Mitterndorf | Willingen     | Willingen | Oslo   | Lahti     | Lahti  | Planica | Planica | punkty  | punkty  | punkty | punkty | punkty | punkty | punkty | punkty | punkty | punkty | punkty | punkty | punkty | punkty | punkty | punkty | punkty | punkty | punkty |        |        |        |        |
| - | -           | -                | -                | -                      | -                | -             | -          | -                      | -                      | 38                     | q             | -             | -         | -         | -          | -          | -         | -               | -               | -             | -         | -      | -         | -      | -       | -       | 0       | 0       | 0      | 0      | 0      | 0      | 0      | 0      | 0      | 0      | 0      | 0      | 0      | 0      | 0      | 0      | 0      | 0      | 0      |        |        |        |        |
| Legenda |             |                  |                  |                        |                  |               |            |                        |                        |                        |               |               |           |           |            |            |           |                 |                 |               |           |        |           |        |         |         |         |         |        |        |        |        |        |        |        |        |        |        |        |        |        |        |        |        |        |        |        |        |        |
| 1 2 3 4-10 11-30 poniżej 30 dq – dyskwalifikacja q – dyskwalifikacja w kwalifikacjach q – zawodnik nie zakwalifikował się - – zawodnik nie wystartował |             |                  |                  |                        |                  |               |            |                        |                        |                        |               |               |           |           |            |            |           |                 |                 |               |           |        |           |        |         |         |         |         |        |        |        |        |        |        |        |        |        |        |        |        |        |        |        |        |        |        |        |        |        |

### Turniej Czterech Skoczni

#### Miejsca w klasyfikacji generalnej
| Sezon     | Miejsce |
| --------- | ------- |
| 1999/2000 | 57.     |
| 2000/2001 | 55.     |
| 2002/2003 | 66.     |

### Turniej Nordycki

#### Miejsca w klasyfikacji generalnej
| Sezon | Miejsce |
| ----- | ------- |
| 2000  | 54.     |

## Letnie Grand Prix

### Miejsca w klasyfikacji generalnej
| Sezon | Miejsce |
| ----- | ------- |
| 2000  | 34.     |
| 2002  | 44.     |

### Miejsca w poszczególnych konkursach indywidualnychLGP
| Źródło | Źródło       | Źródło     | Źródło     | Źródło  | Źródło    | Źródło  | Źródło  | Źródło | Źródło | Źródło | Źródło | Źródło | Źródło | Źródło | Źródło | Źródło | Źródło | Źródło | Źródło | Źródło | Źródło | Źródło | Źródło | Źródło | Źródło | Źródło |
| --- | ------------ | ---------- | ---------- | ------- | --------- | ------- | ------- | ------ | ------ | ------ | ------ | ------ | ------ | ------ | ------ | ------ | ------ | ------ | ------ | ------ | ------ | ------ | ------ | ------ | ------ | ------ |
| 1999 |              |            |            |         |           |         |         |        |        |        |        |        |        |        |        |        |        |        |        |        |        |        |        |        |        |        |
| Hinterzarten | Courchevel   | Stams      | Hakuba     | Sapporo | punkty    | punkty  | punkty  | punkty | punkty | punkty | punkty | punkty | punkty |        |        |        |        |        |        |        |        |        |        |        |        |        |
| - | -            | q          | ?          | ?       | 0         | 0       | 0       | 0      | 0      | 0      | 0      | 0      | 0      |        |        |        |        |        |        |        |        |        |        |        |        |        |
| 2000 |              |            |            |         |           |         |         |        |        |        |        |        |        |        |        |        |        |        |        |        |        |        |        |        |        |        |
| Hinterzarten | Kuopio       | Villach    | Courchevel | Hakuba  | Hakuba    | Sapporo | Sapporo | punkty |        |        |        |        |        |        |        |        |        |        |        |        |        |        |        |        |        |        |
| ? | 36           | 24         | 47         | 20      | 26        | 20      | 31      | 34     |        |        |        |        |        |        |        |        |        |        |        |        |        |        |        |        |        |        |
| 2001 |              |            |            |         |           |         |         |        |        |        |        |        |        |        |        |        |        |        |        |        |        |        |        |        |        |        |
| Hinterzarten | Hinterzarten | Courchevel | Stams      | Sapporo | Hakuba    | Hakuba  | punkty  | punkty | punkty | punkty | punkty | punkty | punkty | punkty | punkty |        |        |        |        |        |        |        |        |        |        |        |
| - | -            | -          | q          | -       | -         | -       | 0       | 0      | 0      | 0      | 0      | 0      | 0      | 0      | 0      |        |        |        |        |        |        |        |        |        |        |        |
| 2002 |              |            |            |         |           |         |         |        |        |        |        |        |        |        |        |        |        |        |        |        |        |        |        |        |        |        |
| Hinterzarten | Hinterzarten | Courchevel | Lahti      | Lahti   | Innsbruck | punkty  | punkty  | punkty | punkty | punkty | punkty | punkty | punkty | punkty |        |        |        |        |        |        |        |        |        |        |        |        |
| 40 | 27           | 49         | 21         | 35      | 36        | 14      | 14      | 14     | 14     | 14     | 14     | 14     | 14     | 14     |        |        |        |        |        |        |        |        |        |        |        |        |
| Legenda |              |            |            |         |           |         |         |        |        |        |        |        |        |        |        |        |        |        |        |        |        |        |        |        |        |        |
| 1 2 3 4-10 11-30 poniżej 30 dq – dyskwalifikacja q – zawodnik nie zakwalifikował się - – zawodnik nie wystartował ? – brak startu lub nie zakwalifikował się |              |            |            |         |           |         |         |        |        |        |        |        |        |        |        |        |        |        |        |        |        |        |        |        |        |        |

## Puchar Kontynentalny

### Miejsca w klasyfikacji generalnej
| Sezon     | Miejsce |
| --------- | ------- |
| 1995/1996 | 219.    |
| 1998/1999 | 22.     |
| 1999/2000 | 47.     |
| 2000/2001 | 5.      |
| 2001/2002 | 21.     |
| 2002/2003 | 8.      |
| 2003/2004 | 14.     |

### Zwycięstwa w konkursach indywidualnych Pucharu Kontynentalnego chronologicznie
| Lp. | Dzień     | Rok  | Miejscowość  | Skocznia             | Punkt K | Skok 1  | Skok 2  | Nota      |
| --- | --------- | ---- | ------------ | -------------------- | ------- | ------- | ------- | --------- |
| 1.  | 20 lutego | 1999 | Westby       | Snowflake            | K-106   | 111,5 m | 111,0 m | 250,4 pkt |
| 2.  | 18 lipca  | 1999 | Villach      | Villacher Alpenarena | K-90    | 95,5 m  | 91,0 m  | 247,0 pkt |
| 3.  | 10 marca  | 2001 | Vikersund    | Vikersundbakken      | K-90    | 89,0 m  | 93,5 m  | 233,0 pkt |
| 4.  | 16 marca  | 2001 | Örnsköldsvik | Paradiskullen        | K-90    | 95,0 m  | 94,0 m  | 242,5 pkt |

### Miejsca na podium w konkursach indywidualnych Pucharu Kontynentalnego chronologicznie
| Lp. | Dzień     | Rok  | Miejscowość  | Skocznia             | Punkt K | Skok 1  | Skok 2  | Nota      | Lok. | Strata   | Zwycięzca          |
| --- | --------- | ---- | ------------ | -------------------- | ------- | ------- | ------- | --------- | ---- | -------- | ------------------ |
| 1.  | 20 lutego | 1999 | Westby       | Snowflake            | K-106   | 111,5 m | 111,0 m | 250,4 pkt | 1.   | –        | –                  |
| 2.  | 6 marca   | 1999 | Ishpeming    | Suicide Hill         | K-90    | 88,0 m  | 90,0 m  | 225,0 pkt | 3.   | 22,5 pkt | Roland Audenrieth  |
| 3.  | 7 marca   | 1999 | Ishpeming    | Suicide Hill         | K-90    | 91,0 m  | 84,5 m  | 219,5 pkt | 3.   | 21,0 pkt | Fabian Ebenhoch    |
| 4.  | 18 lipca  | 1999 | Villach      | Villacher Alpenarena | K-90    | 95,5 m  | 91,0 m  | 247,0 pkt | 1.   | –        | –                  |
| 5.  | 9 marca   | 2001 | Vikersund    | Vikersundbakken      | K-90    | 89,5 m  | 90,0 m  | 227,0 pkt | 3.   | 24,0 pkt | Toni Nieminen      |
| 6.  | 10 marca  | 2001 | Vikersund    | Vikersundbakken      | K-90    | 89,0 m  | 93,5 m  | 233,0 pkt | 1.   | –        | –                  |
| 7.  | 16 marca  | 2001 | Örnsköldsvik | Paradiskullen        | K-90    | 95,0 m  | 94,0 m  | 242,5 pkt | 1.   | –        | –                  |
| 8.  | 16 lutego | 2003 | Westby       | Snowflake            | K-106   | 117,5 m | 117,0 m | 269,5 pkt | 2.   | 15,5 pkt | Ferdinand Bader    |
| 9.  | 14 lutego | 2004 | Westby       | Snowflake            | K-106   | 118,0 m | 117,5 m | 269,8 pkt | 2.   | 16,9 pkt | Christian Nagiller |

## Letni Puchar Kontynentalny

### Miejsca w klasyfikacji generalnej
| Sezon | Miejsce | Źr.   |
| ----- | ------- | ----- |
| 2002  | 93.     | [ 5 ] |
| 2003  | 72.     | [ 6 ] |

### Miejsca w poszczególnych konkursachLetniego Pucharu Kontynentalnego
| Źródło                                                                        | Źródło  | Źródło     | Źródło   | Źródło    | Źródło    | Źródło                 | Źródło                 | Źródło    | Źródło    | Źródło | Źródło | Źródło | Źródło | Źródło | Źródło | Źródło | Źródło | Źródło | Źródło | Źródło | Źródło | Źródło | Źródło | Źródło | Źródło | Źródło |
| ----------------------------------------------------------------------------- | ------- | ---------- | -------- | --------- | --------- | ---------------------- | ---------------------- | --------- | --------- | ------ | ------ | ------ | ------ | ------ | ------ | ------ | ------ | ------ | ------ | ------ | ------ | ------ | ------ | ------ | ------ | ------ |
| 2002                                                                          |         |            |          |           |           |                        |                        |           |           |        |        |        |        |        |        |        |        |        |        |        |        |        |        |        |        |        |
| Velenje                                                                       | Velenje | Oberstdorf | Rælingen | Rælingen  | Falun     | Calgary                | Calgary                | Park City | Park City | punkty |        |        |        |        |        |        |        |        |        |        |        |        |        |        |        |        |
| 23                                                                            | dq      | -          | -        | -         | -         | -                      | -                      | -         | -         | 8      |        |        |        |        |        |        |        |        |        |        |        |        |        |        |        |        |
| 2003                                                                          |         |            |          |           |           |                        |                        |           |           |        |        |        |        |        |        |        |        |        |        |        |        |        |        |        |        |        |
| Velenje                                                                       | Velenje | Calgary    | Calgary  | Park City | Park City | Garmisch-Partenkirchen | Garmisch-Partenkirchen | Trondheim | Trondheim | punkty |        |        |        |        |        |        |        |        |        |        |        |        |        |        |        |        |
| 44                                                                            | 40      | -          | -        | -         | -         | 31                     | 50                     | 20        | 25        | 17     |        |        |        |        |        |        |        |        |        |        |        |        |        |        |        |        |
| Legenda                                                                       |         |            |          |           |           |                        |                        |           |           |        |        |        |        |        |        |        |        |        |        |        |        |        |        |        |        |        |
| 1 2 3 4-10 11-30 poniżej 30 dq – dyskwalifikacja - − zawodnik nie wystartował |         |            |          |           |           |                        |                        |           |           |        |        |        |        |        |        |        |        |        |        |        |        |        |        |        |        |        |